# Paul Andreu
Paul Andreu (født 10. juli 1938 i Caudéran/Gironde nær Bordeaux i Frankrig, død 11. oktober 2018) var en fransk arkitekt som blandt andet er kendt for flyvepladsprojekter. 

## Projekter
Andreu, arkitekt for flyvepladserne: 
- Ninoy Aquino International Airport (Manila)
- Soekarno-Hatta International Airport (Jakarta)
- Abu Dhabi International Airport, Dubai International Airport
- Cairo International Airport, Brunei International Airport
- Charles de Gaulle internationale lufthavn (Paris)
- Paris-Orly

Andre prestigeprojekter af Andreu omfatter blandt andet Grande Arche ved La Défense i Paris (hvor han var Johan Otto von Spreckelsens assistent) og et nyt center for udøvende kunster nær Den Himmelske Freds Plads i Beijing), som blev indviet 22. december 2007.